# Shunichiro Okano
Shunichiro Okano (岡野 俊一郎, Okano Shunichiro) (Tóquio, 28 de agosto de 1931 – Tóquio, 2 de fevereiro de 2017) foi um empresário, futebolista e técnico de futebol japonês.
Era membro do Comitê Olímpico Internacional desde 1990, deixando o cargo em 2012, quando foi nomeado membro honorário, e fazia parte do Programa Olímpico desde 2002. Durante o período, foi também presidente da Japan Football Association.
Na época de jogador, fez 2 partidas pela Seleção Japonesa em 1955, e também chegou a ser técnico das equipes Sub-20 e principal.
Okano morreu em 2 de fevereiro de 2017, aos 85 anos, de câncer de pulmão.